# Ротаметр
Ротаметр (рос. ротаметр, англ. rotameter, нім. Rotameter n) – 

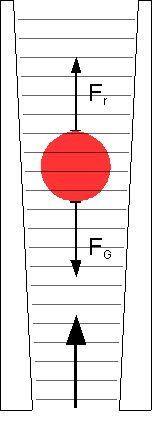

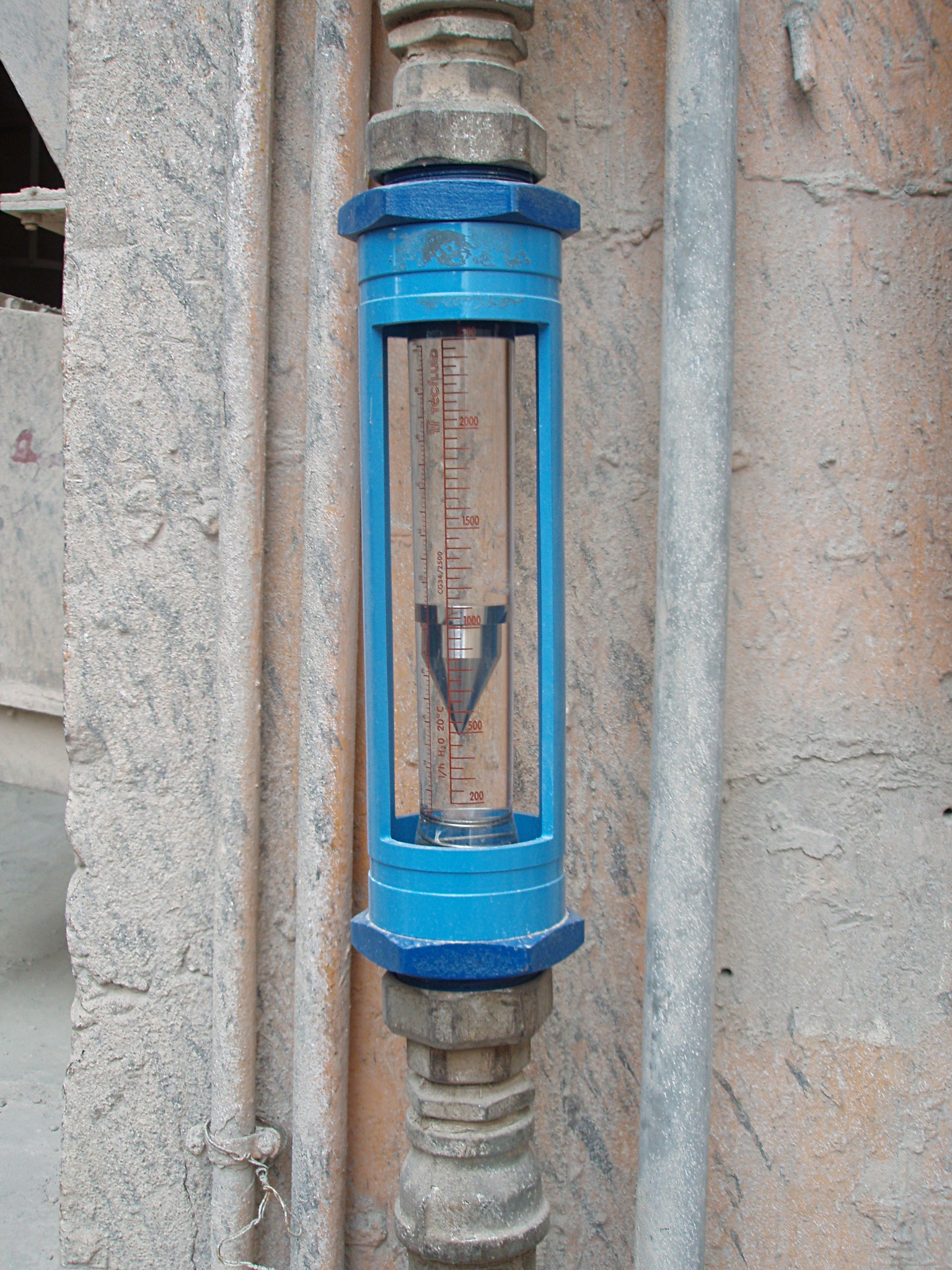
TecFluid-CG34-2500 для вимірювання витрат води

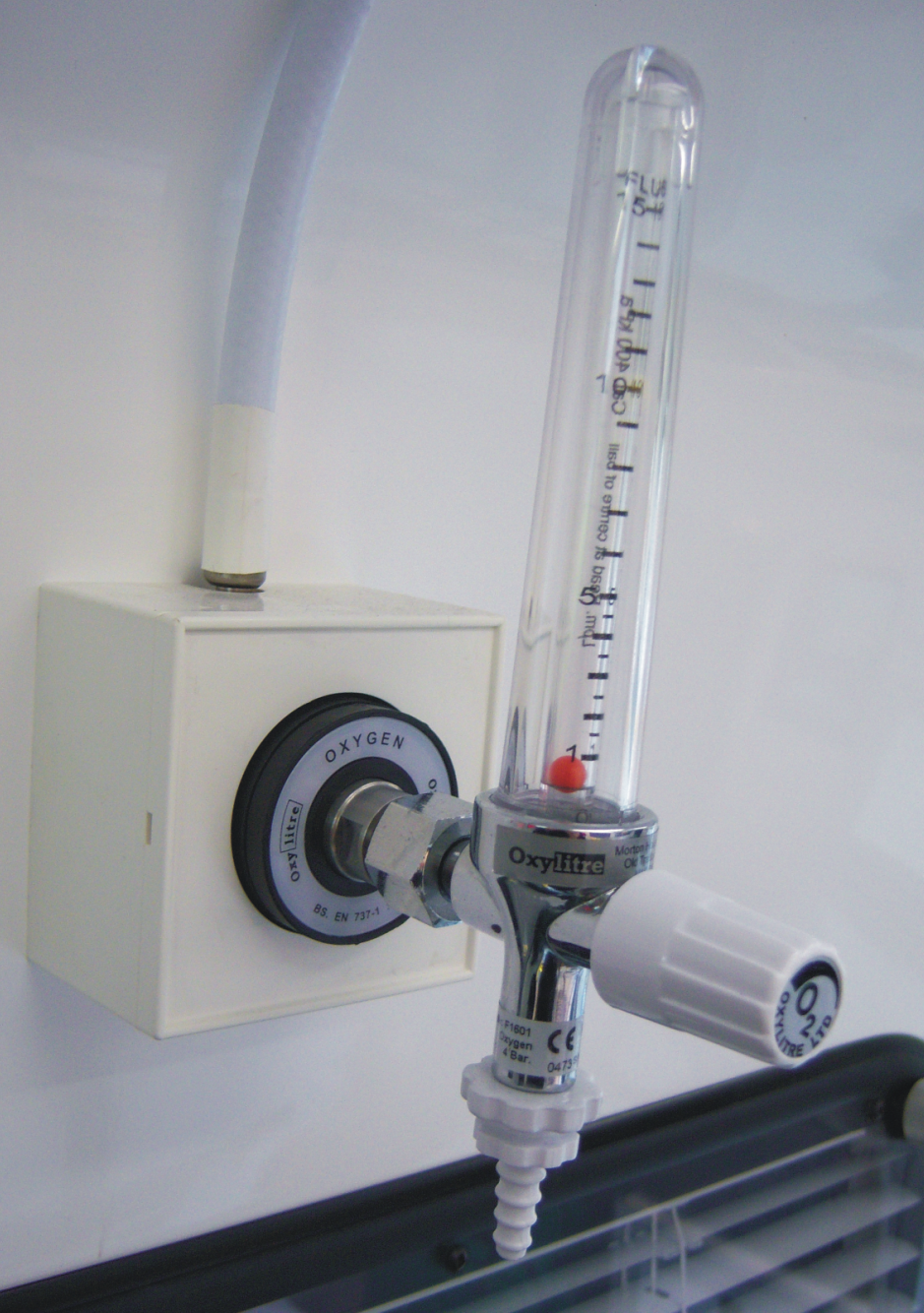
Медичний кисневий регулятор з ротаметром.

- 1) Прилад для вимірювання швидкості та витрати рідини або газу при постійному перепаді тиску. В основу його дії покладене врівноваження поплавка, який поміщено в конічну трубу, динамічним напором струменя. Піднімання поплавка безпосередньо відраховується за шкалою або передається стрілці (перу) реєстратора дистанційної системи вимірювання.
- 2) Пневматичний прилад для вимірювання лінійних розмірів вузлів та деталей машин і приладів. Межі вимірювань – 20 мкм – 10 мм. Похибка 0,5–4 мкм.